# Radiação de corpo negro

Espectro da radiação de corpo negro para diversas temperaturas.

A radiação de corpo negro é a radiação eletromagnética térmica dentro ou ao redor de um corpo em equilíbrio termodinâmico com seu ambiente, ou emitida por um corpo negro, um corpo hipotético opaco e não reflexivo que absorve toda a radiação eletromagnética que nele incide e emite radiação eletromagnética térmica, que é o resultado do movimento acelerado de partículas carregadas.
Em um material aquecido, a temperatura está associada à energia cinética dos átomos. Um aumento de temperatura implica mais energia cinética fornecida para os átomos que constituem o material. Estes emitem luz a partir de partículas carregadas em movimento, gerando radiação eletromagnética. 
A radiação do corpo negro tem um espectro específico e intensidade que depende apenas da temperatura do corpo, o que é assumido por uma questão de cálculos e teoria para ser uniforme e constante. Todos os corpos emitem radiação térmica, mas não necessariamente na faixa do visível, e à medida que se aumenta a temperatura a radiação é alterada.
Os cientistas do século XIX tentaram explicar as leis da radiação do corpo negro construindo um modelo da radiação eletromagnética em termos de ondas e usando a física clássica para derivar suas características. Eles, entretanto, descobriram, com muita surpresa, que as características deduzidas não estavam de acordo com as observações experimentais. De acordo com a física clássica, qualquer objeto muito quente deveria devastar a região em volta dele com suas radiações de alta frequência. Até mesmo o corpo humano, em 37 °C, deveria brilhar no escuro. Não existiria, de fato, a escuridão.

## Lei de Stefan-Boltzmann
Em 1879, o físico Josef Stefan analisou o aumento do brilho de um corpo negro quando era aquecidos e descobriu que a intensidade total emitida em todos os comprimentos de onda era proporcional a quarta potência da temperatura. Esse resultado deu origem a Lei de Stefan-Boltzmann, usualmente descrita como:
{\displaystyle {\frac {_{\mbox{potência emitida}}}{_{\mbox{área superficial}}}}=constante\times T^{4}}
Em que {\displaystyle T} é a temperatura absoluta em escala Kelvin. A potência emitida é dada em Watt e a área superficial é dada em metros quadrados. O valor experimental da constante é {\displaystyle 5,67\times 10^{-8}Wm^{-2}K^{-4}}.